# Беттлс (аэропорт)
Аэропорт Беттлс (англ. Bettles Airport), (ИАТА: BTT, ИКАО: PABT, FAA LID: BTT) — государственный гражданский аэропорт, расположенный в городе Беттлс (Аляска), США.

## Операционная деятельность
Аэропорт Беттлс занимает площадь в 484 гектара, расположен на высоте 197 метров над уровнем моря и эксплуатирует три взлётно-посадочные полосы, две из которых предназначены для обслуживания гидросамолётов:
- 1/19 размерами 1582 x 46 метров с гравийным покрытием;
- 9W/27W размерами 457 x 366 метров;
- 18W/36W размерами 610 x 366 метров.[1]

За период с 31 декабря 2005 года по 31 декабря 2006 года Аэропорт Беттлс обработал 4 150 операций взлётов и посадок самолётов (11 операций ежедневно). Из них 72 % пришлось на авиацию общего назначения, 24 % заняли рейсы аэротакси и 4 % — рейсы военной авиации.
В аэропорту базируются 11 воздушных судов: 91% однодвигательные и 9 % многодвигательные самолёты.